# Conceptualisme
Le conceptualisme est une théorie philosophique selon laquelle un concept (idée générale ou abstraite) est un objet mental, et uniquement cela. Un concept (idée de rose, de rouge) est distinct des choses auxquelles il peut s'appliquer (une rose rouge concrète), ce qui oppose le conceptualisme aux théories dites réalismes (réalisme des idées ou des universaux) telles que le platonisme. Un concept est aussi distinct des mots ("rose", "rouge") qui signifient ce concept, ce qui sépare le conceptualisme du nominalisme.
Autrement dit, les idées générales n'existent pas de façon absolue, en particulier elles n'existent pas antérieurement aux choses et n'en sont pas l'essence. Ce sont des constructions de l'esprit. Pourtant ce ne sont pas seulement des sons, des noms, car elles ont une réalité mentale, intellectuelle.

## Origine du conceptualisme ontologique
« L’ontologie conceptualiste est une position intermédiaire entre le nominalisme et le réalisme platonicien : elle accorde une réalité aux Idées et refuse de les réduire aux mots (comme le font les nominalistes), mais elle ne leur accorde aucune réalité substantielle en dehors du sensible et considère que la transcendance des Idées est une illusion qui disparaît lorsqu’on explique les hypostases auxquelles procèdent les disciples de Platon. En ce sens premier, Aristote, Saint Thomas et Leibniz, sont des philosophes conceptualistes. (...) Aristote considère qu’il y a une réalité de l’espèce tout comme il y a une réalité des qualités sensibles (que les platoniciens confondent à tort avec les substances) »

— Joseph Vidal-Rosset 
Aristote fait de l'universel un concept
« postérieur aux choses dans l'ordre de l'être » ,
dégagé du sensible par un processus d'induction qui abstrait, et non pas, comme Platon, une Forme séparée, une Idée, une chose existant en elle-même, au-dessus et en dehors des individus.

## La querelle des universaux et le conceptualisme ontologique
Le point de départ est ce texte de Porphyre de Tyr, vers 268 :
« Tout d'abord, en ce qui concerne les genres et les espèces, la question est de savoir si ce sont des réalités subsistantes en elles-mêmes ou seulement de simples conceptions de l'esprit, et, en admettant que ce soient des réalités substantielles, s'ils sont corporels ou incorporels, si, enfin, ils sont séparés ou ne subsistent que dans les choses sensibles et d'après elles. J'éviterai d'en parler. C'est là un problème très profond et qui exige une recherche toute différente et plus étendue. » (Porphyre, Isagoge, I, 9-12, trad. J. Tricot).
Dans la fameuse querelle des universaux, dispute philosophique du Moyen Âge (du XIe au XIVe s.), le conceptualisme s'oppose au nominalisme et au réalisme quant au statut des universaux (genres, espèces, concepts universels) ; d'autre part, en tant que nominisme, sur le plan du langage, il s'oppose au réisme. Le conceptualisme dit que les universaux sont des constructions de l'esprit, ils ne sont ni des choses idéales (réalisme des universaux) ni de pures émissions de voix (nominalisme). Le nominisme dit que les concepts universels expriment les choses, sans pour autant (réisme) être des choses, des réalités.
1) Le nominalisme ramène les idées générales à des mots, il tient les universaux pour de simples fluctuations de voix (flatus vocis) (thèse vocaliste), car il affirme que seuls les individus existent (thèse particulariste, empiriste). Par exemple, quand on dit le mot "Homme", terme général, on n'a dans l'esprit qu'un mot, puisqu'il n'existe, en réalité, que des hommes particuliers. Le nominalisme est défendu par Roscelin de Compiègne, vers 1090, à Lognes.
2) Le réalisme des universaux (réisme) soutient ceci : les idées générales ont une existence en soi, une "réalité substantielle", ils existent indépendamment des choses dans lesquelles ils se manifestent, comme les Idées de Platon (thèse platoniste). Et les noms ont une réalité (thèse réiste). Par exemple, il existe une espèce Homme, qui constitue l'essence commune des hommes, lesquels ne se différencient que dans leurs accidents, leurs propriétés occasionnelles. Le réalisme des universaux est défendu par Guillaume de Champeaux vers 1100, puis, vers 1140, par Albéric de Paris, Robert de Melun, Gilbert de la Porrée, Guillaume de Poitiers, puis par Jean Duns Scot vers 1300.
3) Le conceptualisme admet qu'existe l'ensemble des caractères d'une espèce, mais à titre de concept mental, formé à partir de l'expérience, tout en exprimant l'essence des choses réelles et permettant de les connaître. Selon le conceptualisme, les noms renvoient à des choses, le concept exprime la chose (thèse noministe) sans être une chose, une substance, une réalité, et les universaux sont des constructions mentales, des instruments logiques (thèse constructiviste). "Pour Abélard, il n'y a rien d'universel dans la réalité : l'universalité est le fruit d'une opération mentale qui prend en considération les aspects ou status dans lesquels les choses individuelles se regroupent par similitudes, en faisant abstraction (abstrahendo) des aspects différents. L'universel est donc une vox significativa ou sermo, une représentation mentale, chargée de signification, visant la réalité externe." Le conceptualisme est défendu par Pierre Abélard, vers 1108, et ses disciples, dont Guillaume d'Occam, vers 1300. En effet, Guillaume d'Occam, Jean Buridan, classés comme nominalistes, seraient, en réalité, conceptualistes, selon G. Etzkorn (in Dictionnaire du Moyen Âge p. 1476) et L. M. De Rijk ("Ockham's horror of the universal", 1995 ; "John Buridan on universals", 1992), car ils centrent le débat sur le concept plutôt que sur les choses ou sur les universaux.
On comprend que Pierre Abelard ait été deux fois accusé d'hérésie (concile de Soissons en 1121, concile de Sens en 1140) quand on lit cette remarque de Constant J. Mews : "Abélard disait au fond que les trois personnes de la Trinité sont uniquement des noms pour décrire les propriétés d'un bien suprême qui échappe en définitive à toute définition" (Mélanges médiévaux, 26, 1986, p. 426).

## Le conceptualisme épistémologique
« Le conceptualisme s’entend parfois comme la doctrine selon laquelle les Idées sont le produit de l’activité de l’esprit (Kant), ou encore de simples représentations subjectives (Locke), on appellera conceptualisme épistémologique cette seconde position » (Joseph Vidal-Rosset).
John Locke soutient sa conception dans son Essai sur l'entendement humain (1690) (livre III, chap. 3) :

« Puisque toutes les choses qui existent sont seulement particulières, comment en venons-nous à user de termes généraux ? (...) Nous en faisons les signes d'idées générales ; et les idées deviennent générales quand on les sépare de leurs circonstances de temps, de lieu et de tout autre idée qui peut les déterminer à telle ou telle existence particulière. »

Selon Kant, dans sa Critique de la raison pure (1781),

« C'est au moyen de la sensibilité que des objets nous sont donnés, seule elle nous fournit des intuitions [faculté passive] ; mais c'est l'entendement qui pense ces objets et c'est de lui que naissent les concepts... Le concept est cette conscience une qui réunit en une représentation le divers perçu successivement et ensuite reproduit... La connaissance philosophique est la connaissance rationnelle par concepts et la connaissance mathématique est une connaissance rationnelle par construction des concepts. Mais construire un concept, c'est représenter a priori l'intuition qui lui correspond... Je rappellerai la définition des catégories [unité, pluralité, totalité ; réalité, négation, limitation ; substance, causalité, action réciproque ; possibilité, existence, nécessité]. Elles sont des concepts d'un objet en général »

— Critique de la raison pure, PUF, p. 53, 116, 493.
Les concepts sont alors construits et Kant y distingue les concepts purs de la raison (les trois idées transcendantales (l'âme, le monde, Dieu) et les concepts empiriques (par exemple, le concept de changement est un concept empirique, formé à partir des intuitions relevant de divers changements particuliers).

## Le conceptualisme contemporain
Aujourd'hui, John McDowell, s'inspirant de Hegel, Wittgenstein, Gadamer, et Wilfrid Sellars a élaboré une forme de conceptualisme qui s'est avérée très influente.